# Trophée européen de course en montagne 2001
Navigation
2000 2002
Le Trophée européen de course en montagne 2001 est une compétition de course en montagne qui s'est déroulée le 1er juillet 2001 à Cerklje en Slovénie. Il s'agit de la septième édition de l'épreuve.

## Résultats
La course masculine se déroule sur un parcours de 9 km et 1 200 m de dénivelé, sur les pentes du Krvavec. L'Italien Antonio Molinari remporte son troisième titre. Le fondeur slovaque Martin Bajčičák termine sur ses talons, 14 secondes derrière. Le podium est complété par le Français Raymond Fontaine. L'Italie remporte le classement par équipes devant la France et l'Autriche,.
La course féminine se déroule sur le même parcours. La Russe Svetlana Demidenko s'impose devant l'Écossaise Angela Mudge et la Belge Catherine Lallemand. La France s'impose au classement par équipes devant l'Angleterre et l'Italie.

### Individuels
| Rang               | Athlète          | Pays       | Temps       |
| ------------------ | ---------------- | ---------- | ----------- |
| Médaille d'or      | Antonio Molinari | Italie     | 49 min 47 s |
| Médaille d'argent  | Martin Bajčičák  | Slovaquie  | 50 min 1 s  |
| Médaille de bronze | Raymond Fontaine | France     | 50 min 14 s |
| 4                  | Helmut Schmuck   | Autriche   | 50 min 42 s |
| 5                  | Sylvain Richard  | France     | 50 min 48 s |
| 6                  | Martin Cox       | Angleterre | 50 min 52 s |
| 7                  | Marco De Gasperi | Italie     | 50 min 57 s |
| 8                  | Marco Gaiardo    | Italie     | 59 min 47 s |

| Rang               | Athlète                | Pays      | Temps          |
| ------------------ | ---------------------- | --------- | -------------- |
| Médaille d'or      | Svetlana Demidenko     | Russie    | 56 min 30 s    |
| Médaille d'argent  | Angela Mudge           | Écosse    | 57 min 8 s     |
| Médaille de bronze | Catherine Lallemand    | Belgique  | 57 min 28 s    |
| 4                  | Pierangela Baronchelli | Italie    | 58 min 39 s    |
| 5                  | Izabela Zatorska       | Pologne   | 59 min 14 s    |
| 6                  | Ľudmila Melicherová    | Slovaquie | 59 min 31 s    |
| 7                  | Lucinda Moreiras       | Portugal  | 1 h 0 min 33 s |
| 8                  | Corinne Raux           | France    | 1 h 0 min 36 s |

### Équipes
| Rang               | Pays                                                                                          | Points |
| ------------------ | --------------------------------------------------------------------------------------------- | ------ |
| Médaille d'or      | Italie Antonio Molinari (1er) Marco De Gasperi (7e) Marco Gaiardo (8e) Emanuele Manzi (9e)    | 16     |
| Médaille d'argent  | France Raymond Fontaine (3e) Sylvain Richard (5e) Gil Besseyre (11e) Nicolas Pasquion (15e)   | 19     |
| Médaille de bronze | Autriche Helmut Schmuck (4e) Hans Kogler (13e) Alexander Rieder (14e) Rudolf Reitberger (18e) | 31     |

| Rang               | Pays                                                                                                 | Points |
| ------------------ | --- | ------ |
| Médaille d'or      | France Corinne Raux (8e) Isabelle Guillot (9e) Chantal Dällenbach (13e) Anne Docouto (14e)           | 30     |
| Médaille d'argent  | Angleterre Charlotte Sanderson (10e) Helen Jackson (11e) Ruth Pickvance (16e) Clare Tomkinson (37e)  | 37     |
| Médaille de bronze | Italie Pierangela Baronchelli (4e) Flavia Gaviglio (17e) Asha Tonolini (24e) Rosita Rota Gelpi (41e) | 45     |